# Molgolaimus allgeni
Molgolaimus allgeni is een rondwormensoort uit de familie van de Desmodoridae. De wetenschappelijke naam van de soort is voor het eerst geldig gepubliceerd in 1935 door Allgén.